# Prva crnogorska liga (2008/2009)
Sezon 2008/09 Prva crnogorska liga – 3. edycja rozgrywek czarnogórskiej Prva ligi w piłce nożnej, najwyższej piłkarskiej klasy rozgrywkowej w Czarnogórze.
Rozgrywki toczyły się w jednej grupie i występowało w nich 12 drużyn. Po zakończeniu sezonu mistrz zapewnił sobie start w eliminacjach do Ligi Mistrzów, a wicemistrz i 3. drużyna oraz zwycięzca Pucharu Czarnogóry zagrają w eliminacjach do Ligi Europy UEFA. Ostatnia drużyna spadła do Drugiej crnogorskiej ligi, a drużyny z 10. i 11. miejsca w tabeli zagrają w barażu o pozostanie w Prva lidze z 2. i 3. drużyną Drugiej ligi.
Sezon rozpoczął się 9 sierpnia 2008, a zakończył 30 maja 2009. Tytuł zdobyła drużyna FK Mogren Budva. Tytuł króla strzelców zdobył Fatos Bećiraj (FK Budućnost Podgorica), który strzelił 18 goli.

## Prva crnogorska liga

### Drużyny
W Prva crnogorskiej lidze w sezonie 2008/09 występowało 12 drużyn.
| Drużyna                                                        | Miasto           | Sezon 2007/08 | Uwagi                           |
| Drużyny, które występowały w Prva crnogorskiej lidze 2007/08:  |                  |               |                                 |
| FK Budućnost Podgorica                                         | Podgorica        | 1 miejsce     |                                 |
| FK Zeta Golubovci                                              | Golubovci        | 2 miejsce     |                                 |
| FK Mogren Budva                                                | Budva            | 3 miejsce     |                                 |
| FK Grbalj Radanovići                                           | Radanovići       | 4 miejsce     |                                 |
| FK Rudar Pljevlja                                              | Pljevlja         | 5 miejsce     |                                 |
| FK Lovćen                                                      | Cetinje          | 6 miejsce     |                                 |
| FK Dečić Tuzi                                                  | Tuzi             | 7 miejsce     |                                 |
| OFK Petrovac                                                   | Petrovac na Moru | 8 miejsce     |                                 |
| FK Kom Podgorica                                               | Podgorica        | 9 miejsce     |                                 |
| FK Sutjeska Nikšić                                             | Nikšić           | 11 miejsce    | wygrał baraże z FK Čelik Nikšić |
| Drużyny, które awansowały z Drugiej crnogorskiej ligi 2007/08: |                  |               |                                 |
| FK Jezero Plav                                                 | Plav             | 1 miejsce     |                                 |
| FK Jedinstvo Bijelo Polje                                      | Bijelo Polje     | 3 miejsce     | wygrał baraże z FK Bokelj Kotor |

### Tabela
| Poz. | Klub                      | M  | Pkt. | Mecze | Mecze | Mecze | Bramki | Bramki |
| Poz. | Klub                      | M  | Pkt. | zwy.  | rem.  | por.  | zdob.  | stra.  |
| ---- | ------------------------- | -- | ---- | ----- | ----- | ----- | ------ | ------ |
| 1    | FK Mogren Budva           | 33 | 74   | 23    | 5     | 5     | 62     | 24     |
| 2    | FK Budućnost Podgorica    | 33 | 70   | 21    | 7     | 5     | 72     | 34     |
| 3    | FK Sutjeska Nikšić        | 33 | 63   | 18    | 9     | 6     | 45     | 23     |
| 4    | FK Grbalj Radanovići      | 33 | 50   | 15    | 5     | 13    | 47     | 34     |
| 5    | FK Rudar Pljevlja         | 33 | 41   | 12    | 5     | 16    | 40     | 37     |
| 6    | OFK Petrovac              | 33 | 41   | 12    | 5     | 16    | 42     | 57     |
| 7    | FK Lovćen                 | 33 | 40   | 10    | 10    | 13    | 25     | 25     |
| 8    | FK Kom Podgorica          | 33 | 37   | 10    | 7     | 16    | 34     | 44     |
| 9    | FK Zeta Golubovci         | 33 | 36 * | 13    | 7     | 13    | 36     | 42     |
| 10   | FK Jezero Plav            | 33 | 33   | 9     | 6     | 18    | 30     | 62     |
| 11   | FK Dečić Tuzi             | 33 | 31   | 9     | 4     | 20    | 24     | 46     |
| 12   | FK Jedinstvo Bijelo Polje | 33 | 29   | 7     | 8     | 18    | 28     | 57     |

| Legenda:                                      |
| eliminacje do Ligi Mistrzów                   |
| eliminacje do Ligi Europy UEFA                |
| baraże o pozostanie w Prva crnogorskiej lidze |
| spadek do Drugiej crnogorskiej ligi           |

- FK Mogren Budva start w eliminacjach do Ligi Mistrzów 2009/10.
- FK Budućnost Podgorica, FK Sutjeska Nikšić i OFK Petrovac (zwycięzca Pucharu Czarnogóry) start w eliminacjach do Ligi Europy UEFA 2009/10.
- FK Jezero Plav przegrał swoje mecze barażowe i spadł do Drugiej crnogorskiej ligi 2009/10.
- FK Dečić Tuzi wygrał swoje mecze barażowe i pozostał w Prva lidze 2009/10.
- FK Jedinstvo Bijelo Polje spadł do Drugiej crnogorskiej ligi 2009/10.

 * FK Zeta Golubovci został ukarany 10. punktami ujemnym.

## Baraż o pozostanie w Prva lidze

### FK Jezero Plav-FK Mornar Bar
|         | Data           | Drużyna 1.     | Drużyna 2.     | Wynik |
| 1. mecz | 3 czerwca 2009 | FK Mornar Bar  | FK Jezero Plav | 2:1   |
| Rewanż  | 7 czerwca 2009 | FK Jezero Plav | FK Mornar Bar  | 0:0   |

- FK Jezero Plav przegrał mecze barażowe i spadł do Drugiej crnogorskiej ligi.
- FK Mornar Bar wygrał mecze barażowe i awansował do Prva ligi.

### FK Dečić Tuzi-FK Mladost Podgorica
|         | Data           | Drużyna 1.           | Drużyna 2.           | Wynik |
| 1. mecz | 3 czerwca 2009 | FK Mladost Podgorica | FK Dečić Tuzi        | 0:2   |
| Rewanż  | 7 czerwca 2009 | FK Dečić Tuzi        | FK Mladost Podgorica | 0:1   |

- FK Dečić Tuzi wygrał mecze barażowe i pozostał w Prva lidze.
- FK Mladost Podgorica przegrał mecze barażowe i pozostał w Drugiej crnogorskiej lidze.